# Gerhard Bast
Gerhard Bast (ur. 12 stycznia 1911, zm. 9 marca 1947) – austriacki zbrodniarz wojenny, sturmbannführer SS, oficer Służby Bezpieczeństwa Reichsführera SS, wysoki funkcjonariusz Gestapo w Linzu, Koblencji i Münster, dowódca Einsatzgruppen na froncie wschodnim i Sonderkommando 7a podczas tłumienia powstania warszawskiego i słowackiego.

## Życiorys
Urodził się w rodzinie niemieckich nacjonalistów w enklawie etnicznej Koczewarów na terytorium słoweńskiego regionu Dolna Kraina, zaliczanego przez niemieckich nacjonalistów w obręb Dolnej Styrii. Jego ojciec Rudolf wraz z braćmi zgłosił podczas studiów na Uniwersytecie w Grazu akces do tamtejszej korporacji studenckiej Germania, odznaczającej się antysemityzmem i wrogością do Słowian. On sam został wychowany przez rodzinę w duchu nacjonalistycznych idei Friedricha Ludwiga Jahna (1778–1852), znanego jako Turnvater.
Po maturze w gimnazjum humanistycznym w Wels studiował prawo na Uniwersytecie w Grazu. Śladem ojca wstąpił do korporacji Germania, gdzie poznał późniejszego szefa Głównego Urzędu Bezpieczeństwa Rzeszy, Ernsta Kaltenbrunnera, a następnie w październiku 1931 do NSDAP i do SS z numerem legitymacji 23 064. Po uzyskaniu stopnia doktora prawa w 1935 objął stanowisko w sądzie okręgowym w St. Pölten, które wkrótce utracił na tle podejrzeń o działalność narodowosocjalistyczną. Praktykował następnie w kancelarii prawnej ojca, który również działał w NSDAP. Po anektowaniu Austrii przez III Rzeszę został przyjęty do Gestapo i do Służby Bezpieczeństwa Reichsführera SS w Grazu. Awansowany w krótkim czasie na hauptsturmführera i sturmbannführera, wszedł także do miejscowej rady rządowej. 
W styczniu 1941 w toku II wojny światowej został mianowany pełniącym obowiązki szefa Gestapo w Linzu, gdzie do jego obowiązków należało zwalczanie wrogów III Rzeszy, stosowanie terroru wobec robotników przymusowych i organizowanie deportacji Żydów do obozów zagłady. Poznał tam Hildegard Gfrerer, młodą żonę malarza i urzędnika bankowego Hansa Pollacka, bliskiego kolegi szkolnego Adolfa Hitlera i nawiązał z nią romans. Następnie został skierowany do Koblencji i do Münster, siedziby jednostki administracyjnej Nadrenia Północna-Westfalia, gdzie był zastępcą szefa Gestapo i ponownie koordynował deportację Żydów na wschód. Przeprowadzał egzekucje polskich robotników przymusowych przez powieszenie z wykorzystaniem wypożyczanego w tym celu z Instytutu Anatomii na Westfalskim Uniwersytecie Wilhelma w Münsterze składanego stołu; według zeznań złożonych po wojnie przez świadka czerpał przyjemność z egzekucji. W tym okresie wypoczywał w Karkonoszach, odwiedzał rodziców w Amstetten, brał udział w ćwiczeniach strzeleckich SS. Po spodziewanym zwycięstwie wojennym III Rzeszy był przewidywany na gubernatora Afryki.
Od 1942 dowodził formacjami Einsatzgruppen eliminującymi Żydów, partyzantów i inne osoby uznane za wrogów Rzeszy na okupowanych terenach Związku Radzieckiego. W lipcu 1944 objął w Białymstoku dowodzenie nad Sonderkommando 7a. Po wzięciu polskich zakładników, rozstrzelanych później pod Radziejowicami, wyruszył do Warszawy, gdzie wraz ze swoimi ludźmi mordował bez żadnego rozróżnienia cywilną ludność w ramach pacyfikacji powstania warszawskiego. Następnie na czele tej samej jednostki tłumił powstanie słowackie, tropiąc i mordując Żydów i partyzantów m.in. w górskiej okolicy Rużomberka. Za swoje działania otrzymał w tym samym roku odznaczenie od kolaboracyjnego słowackiego rządu Jozefa Tiso.
Po rozformowaniu Sonderkommando 7a w marcu 1945 przedostał się do Linzu, gdzie w tym samym miesiącu Hans Pollack złożył wniosek rozwodowy za pośrednictwem kancelarii Rudolfa Basta. 14 kwietnia 1945 zawarł małżeństwo z Hildegard Gfrerer. Przez dwa lata ukrywał się pod fałszywym nazwiskiem w Austrii i w Tyrolu Południowym, gdzie pracował jako drwal w gospodarstwie bogatego rolnika.
W marcu 1947 dysponując wizą wydaną przez Międzynarodowy Komitet Czerwonego Krzyża zaplanował spotkanie z żoną, jej dziećmi z pierwszego małżeństwa i ich synem w Innsbrucku i wspólny przelot do Paragwaju. Wynająwszy młodego robotnika sezonowego z Brennerbad, żeby przeprowadził go przez przełęcz Brenner i granicę włosko-austriacką, został przez niego zastrzelony podczas przeprawy na tle rabunkowym. Zabójca został w 1949 skazany na trzydzieści lat więzienia. Wdowa po Baście zawarła powtórne małżeństwo z Hansem Pollackiem.
Ojciec Martina Pollacka (1944–2025), austriackiego pisarza.